# Prêmio João Batista Gnoato
O Premio João Batista Gnoato é um tributo concedido pela Câmara Municipal de Curitiba a personalidades locais que se destacam nas áreas ligadas às atividades musicais como: instrumentistas, maestros, cantores, disc jockeys, produtores musicais, arranjadores, professores de música, divulgadores e grupos musicais.
O prêmio foi instituído em junho de 2006, pouco dias após o falecimento do ex-vereador e ex-presidente da C.M.C. João Batista Gnoato, como forma de imortalizar o personagem que dedicou vários anos da sua vida para com a cidade e o cidadão de Curitiba.